# スキン・ヤード
スキン・ヤード(Skin Yard)は、アメリカのロックバンド。1985年に結成され、サウンドガーデンやスクリーミング・トゥリーズを始めとする多くのグランジバンドに影響を与えた。

## 略歴
1985年1月にダニエル・ハウスとジャック・エンディノの2人で結成され、まもなくベン・マクミランとマット・キャメロンも加入し、6月に初ライヴを行った。翌1986年にグランジバンドのコンピレーション・アルバムである『ディープ・シックス』に2曲提供した。1987年、デビューアルバム『Skin Yard』とシングル「Bleed」を発表し、マット・キャメロンがサウンドガーデンに加入するため脱退。その後ドラマーは度々変わり、スコット・マッカラムが5月に加入し2ndアルバム『Hallowed Ground』を1988年にリリースするがマッカラムもまもなく脱退し、バンドは14ヶ月間活動休止。1990年に活動再開し3rdアルバム『Fist Sized Chunks』をリリース。その後新ドラマーのバレット・マーティンが加入。グランジが流行した1991年に4枚目のアルバム『1,000 Smiling Knuckles』を発表するが同年にオリジナルメンバーのダニエル・ハウスが脱退、新ベーシストにパット・ペダーセンが加入しニューアルバムを制作した後にバンドは解散。5枚目のアルバム『Inside the Eye』は解散後の1993年に発表された。

## メンバー

### 結成時のメンバー
- ベン・マクミラン（Ben McMillan） - ボーカル （1985年 - 1992年）
- ジャック・エンディノ（Jack Endino） - ギター （1985年 - 1992年）
- ダニエル・ハウス（Daniel House） - ベース （1985年 - 1991年）
- マット・キャメロン（Matt Cameron） - ドラムス （1985年 - 1986年）

### その後加入したメンバー
- スティーヴ・ウィード（Steve Wied） - ドラムス （1986年）
- グレッグ・ギルモア（Greg Gilmour） - ドラムス （1986年）
- ジェイソン・フィン（Jason Finn） - ドラムス （1986年 - 1987年）
- スコット・マッカラム（Scott McCullum） - ドラムス （1986年 - 1987年）
- バレット・マーティン（Barrett Martin） - ドラムス （1990年 - 1992年）
- パット・ペダーセン（Pat Pedersen） - ベース （1991年 - 1992年）

## 作品

### アルバム
- Skin Yard （1987年）
- Hallowed Ground （1988年）
- Fist Sized Chunks （1990年）
- Inside the Eye （1991年）
- Start at the Top （2001年） ※コンピレーション盤

### シングル、EP
- "Bleed" （1987年）
- "Stranger" （1987年）
- "Start at the Top" （1989年）
- "1,000 Smiling Knuckles" （1991年）
- "Psychoriflepowerhypnotized" （1991年）
- "Undertow" （1991年）